# Myonia cingulina
Myonia cingulina är en fjärilsart som beskrevs av Druce 1885. Myonia cingulina ingår i släktet Myonia och familjen tandspinnare. Inga underarter finns listade i Catalogue of Life.